# La Diane française
La Diane française est un recueil de poèmes écrit par Louis Aragon durant la Seconde Guerre mondiale, mais publié à la fin de l'année 1944 par Pierre Seghers, et ayant pour thème la résistance sous l'Occupation.
Il contient notamment La Rose et le Réséda, Il n'y a pas d'amour heureux, Ballade de celui qui chanta dans les supplices écrit en hommage à Gabriel Péri et Le Conscrit des Cent Villages.

## Mise en musique
- Il n'y a pas d'amour heureux a été mis en musique par Georges Brassens et interprété entre autres par Georges Brassens, Catherine Sauvage, Barbara et Françoise Hardy.
- La Rose et le Réséda a été interprété notamment par Hélène Martin, Bernard Lavilliers, La Tordue et Juliette Gréco.

## Éditions
- Louis Aragon, Œuvres poétiques complètes, tome 1, Gallimard, coll. « Bibliothèque de la Pléiade », 2007Édition publiée sous la direction d'Olivier Barbarant avec la collaboration de Daniel Bougnoux, François Eychart, Marie-Thérèse Eychart, Nathalie Limat-Letellier et Jean-Baptiste Para ; préface de Jean Ristat.

#### Ouvrages critiques
- Claude Roy, Aragon, Paris, Seghers, coll. « Poètes d'aujourd'hui », 1945, chap. 2, nº 2
- Georges Sadoul, Aragon, Paris, Seghers, coll. « Poètes d'aujourd'hui », 1967, chap. 159, nº 159
- Pierre Daix, Aragon, Paris, Flammarion, 1994
- Lionel Ray, Aragon, Paris, Seghers, coll. « Poètes d'aujourd'hui », 2002

#### Articles
- M. Adereth, Aragon - The Resistance Poems (Le Crève-cœur, Les Yeux d'Elsa and La Diane française). Londres, Grant & Cutler Ltd, 1985
- Albert Béguin, « Éluard, Picasso, Aragon », Servir, nº 13, 29 mars 1945
- Anne-Yvonne et Joël Dubosclard, « Louis Aragon : 'Ballade de celui qui chanta dans les supplices' », in A.-Y. et J. D. : Du surréalisme à la Résistance. 10 poèmes expliqués, Paris: Hatier, 1984, pp. 64-72.
- Reinhard Gerlach, « Aragons 'Chanson du Franc-Tireur' - realistische Lyrik in der Résistance », Wissenschaftliche Zeitschrift der Humboldt-Universität zu Berlin, Ges.-Sprachw. Reihe XXX, 1981, 6, pp.709-712
- Philippe Jaccottet, « La Diane française, par Aragon », Formes et Couleurs, 7e année, nº 5-6, 1945 [non paginé]
- René Massat, « Aragon, La Diane française », Poésie 45, nº 23, février-mars 1945, pp. 112-113
- Gisela Thiele, « Louis Aragon : La Diane française », Die moderne französische Lyrik. Interpretationen, dirigé par Walter Pabst. Berlin, Erich Schmidt Verlag, 1976, pp. 187-210
- Jean Tortel, « La Diane française, par Aragon », Cahiers du Sud, nº 271, mai 1945, pp. 404-405